# Mieczysław Wodnar

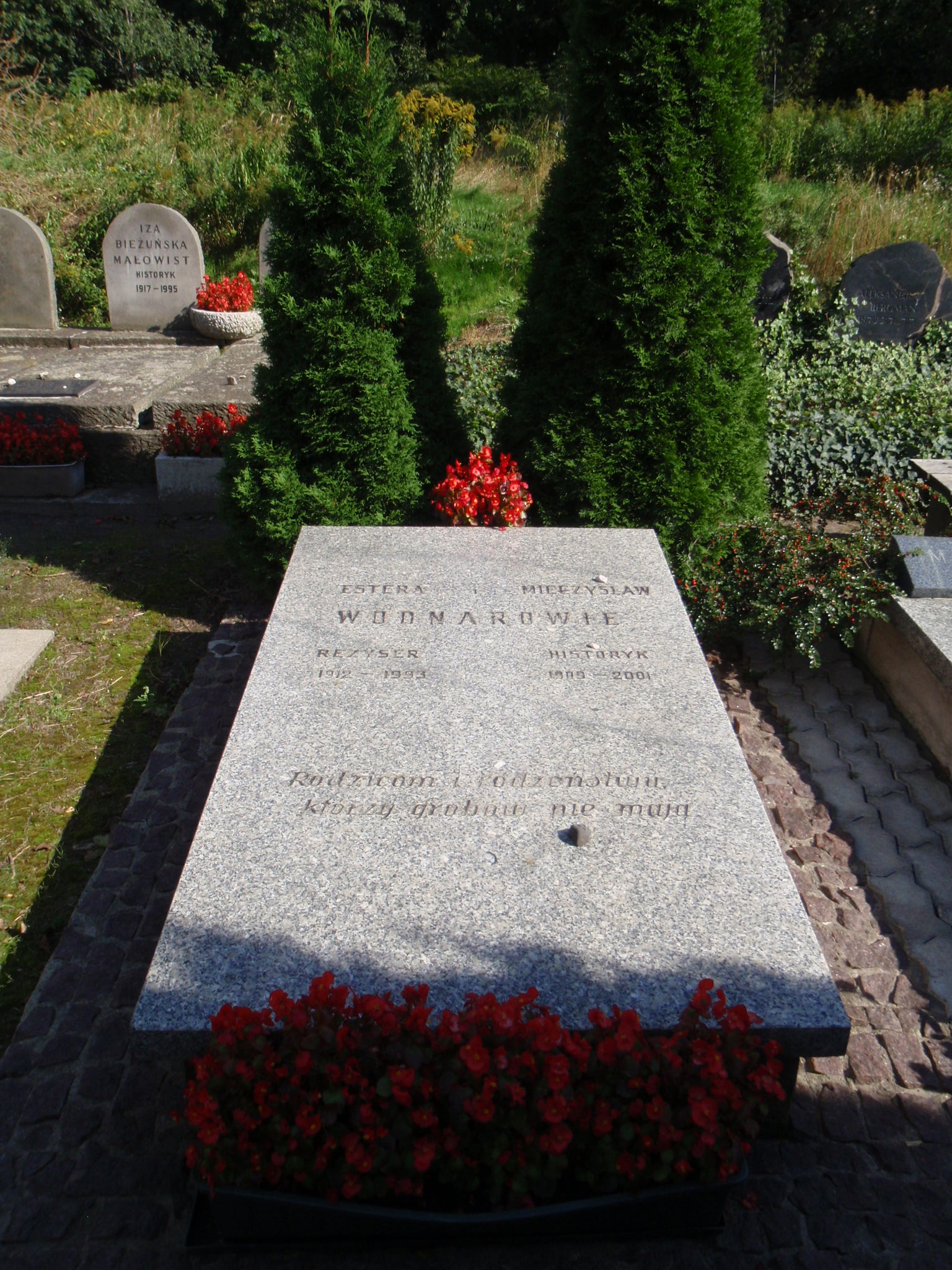
Grób Mieczysława i Estery Wodnarów na cmentarzu żydowskim w Warszawie

Mieczysław Wodnar (ur. 1909, zm. 24 lipca 2001 w Warszawie) – polski pisarz, tłumacz i publicysta żydowskiego pochodzenia, znawca historii i religii żydowskiej, podpułkownik WP.

## Życiorys
Urodził się w rodzinie żydowskiej. Po zakończeniu II wojny światowej pracował w organach kadrowych Wojska Polskiego, gdzie przez wiele lat był szefem Wydziału Oficerów Kwatermistrzostwa. Z wojska został zwolniony w 1967 roku w stopniu podpułkownika. Po tym okresie zajął się swoją pasją, jaką była historia i religioznawstwo oraz tłumaczeniami. Od połowy lat 90. publikował w Słowie Żydowskim.
Zmarł w Warszawie. Jest pochowany obok żony Estery (1912–1993) na cmentarzu żydowskim przy ulicy Okopowej (kwatera 2).

## Publikacje
W 1996 roku na zlecenie Słowa Żydowskiego wydał książkę Nowy Testament. Karta z dziejów Izraela, w której opisał początki chrześcijaństwa, jego źródła, uwarunkowania historyczne, które uczyniły, iż stało się ono w Europie religią panującą, a wcześniej przyczyny wykluwania się pierwotnego chrześcijaństwa w łonie judaizmu.
W 2003 roku ukazało się jego tłumaczenie książki Davida Flussera Chrześcijaństwo religią żydowską ; Esseńczycy a chrześcijaństwo. Oprócz tego przetłumaczył kilka innych książek znawców pogranicza chrześcijaństwa i judaizmu, m.in. Leo Baecka i Ernsta Ludwiga Ehrlicha.